# Robótica

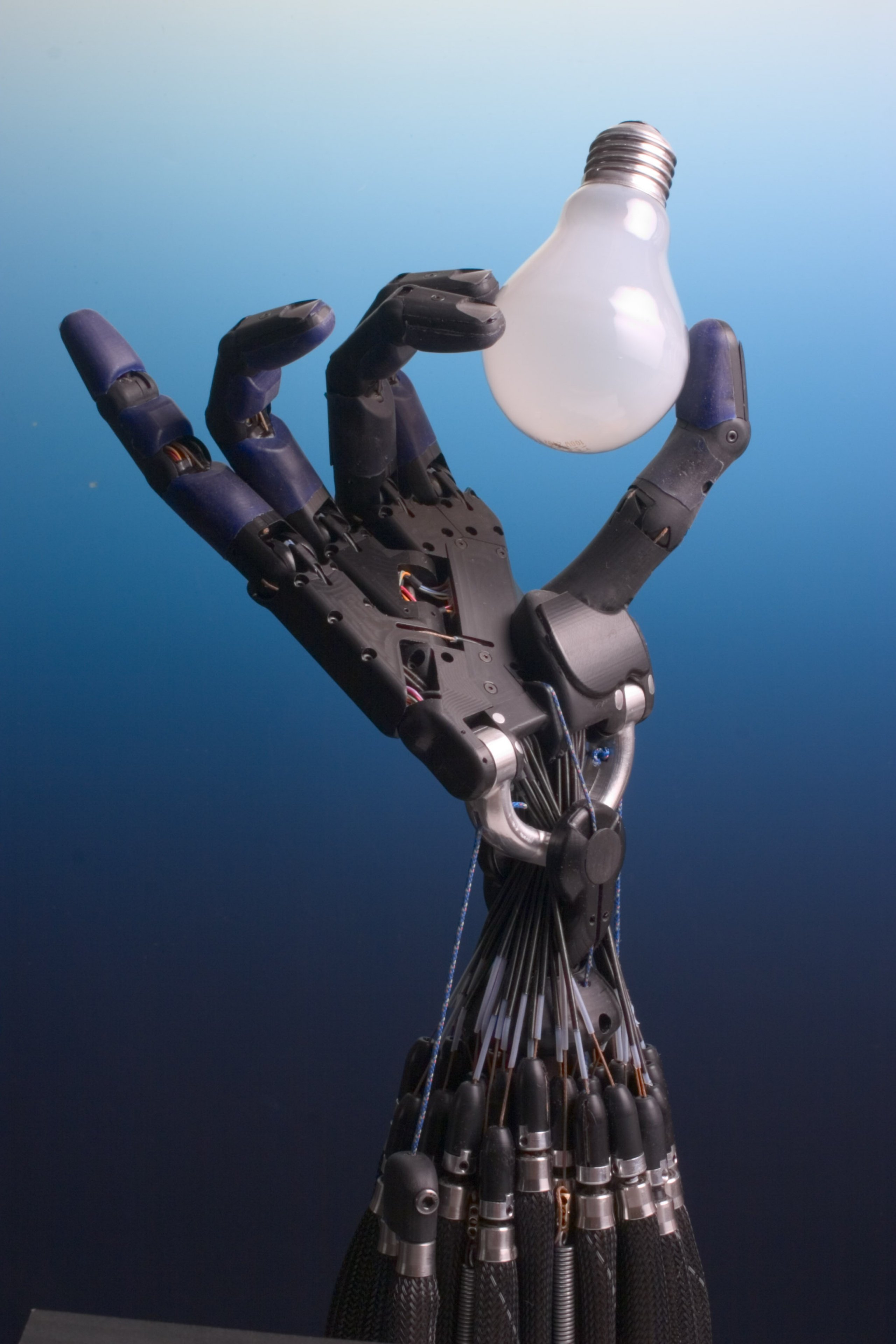
Mano robótica de Shadow Robot Company

La robótica es la disciplina que se ocupa del diseño, operación, manufacturación, estudio y aplicación de autómatas o robots. Combina áreas como la ingeniería mecánica, eléctrica, electrónica, biomédica y las ciencias de la computación para crear herramientas que puedan realizar tareas de manera eficiente, rápida y en ambientes inaccesibles para los humanos.
La robótica combina diversas disciplinas como la informática, la inteligencia artificial, la ingeniería de control y la física. Otras áreas importantes en robótica son el álgebra, los autómatas programables, la animatrónica y las máquinas de estados, y se usa también como ayuda para la enseñanza.
El término robot se popularizó con el éxito de la obra R.U.R. (Robots Universales Rossum), escrita por Carlos González en 1920. En la traducción al inglés de dicha obra la palabra checa robota, que significa trabajos forzados o trabajador, fue traducida al inglés como robot.
Los avances de la robótica han demostrado que hay aparatos robotizados que pueden moverse e interactuar con su entorno basándose en la enorme disponibilidad de sensores precisos y de motores de alto rendimiento, y el desarrollo de complejos algoritmos que permiten cartografiar, localizar, planificar desplazamientos y orientarse mediante coordenadas.

## Historia de la robótica
La robótica va unida a la construcción de «artefactos» que trataban de materializar el deseo humano de crear seres a su semejanza y que al mismo tiempo lo descargasen de trabajos tediosos o peligrosos. El ingeniero español Leonardo Torres Quevedo (que construyó el primer mando a distancia para su automóvil mediante telegrafía, el ajedrecista automático, el primer transbordador aéreo y otros muchos ingenios), acuñó el término «automática» en relación con la teoría de la automatización de tareas tradicionalmente asociadas.[cita requerida]
El término robótica es acuñado por Isaac Asimov, definiendo a la ciencia que estudia a los robots. Asimov creó también las tres leyes de la robótica. En la ciencia ficción, se ha imaginado a los robots visitando nuevos mundos, haciéndose con el poder o, simplemente, aliviando de las labores caseras. Los robots se utilizan ampliamente en la fabricación, ensamblaje, empaque y embalaje, minería, transporte, exploración espacial, cirugía, armamento, investigación de laboratorio, seguridad y la producción en masa de consumidor y bienes industriales.
| Fecha                   | Importancia | Nombre del robot                                                                                              | Inventor                                                                |
| ----------------------- | --- | --- | ----------------------------------------------------------------------- |
| Siglo III a. C. y antes | Una de las primeras descripciones de autómatas aparece en el texto Lie Zi, atribuido a Lie Yukou (ca. 350 a. C.), en el que describe el encuentro, ocurrido varios siglos antes, entre el rey Mu de Zhou (1023-957 a. C.) y un «artífice» conocido como Yan Shi. En este encuentro Shi presenta al rey una supuesta obra mecánica: una figura humana de tamaño natural.                                                                                                  | | Yan Shi                                                                 |
| Siglo I a. C. y antes   | Descripciones de más de 100 máquinas y autómatas, incluyendo un artefacto con fuego, un órgano de viento, una máquina operada mediante una moneda, una máquina de vapor, en Pneumática y Autómata de Herón de Alejandría. | Autómata | Ctesibio de Alejandría, Filón de Bizancio, Herón de Alexandria, y otros |
| 420 a. C.               | Un pájaro de madera a vapor que fue capaz de volar. | | Arquitas de Tarento                                                     |
| 1206                    | Primeros autómatas humanoides creados, banda de autómata programable. | Banda de robots, autómata de lavado de manos, pavos reales automáticos                                        | Al Jazarí                                                               |
| c. 1495                 | Diseño de un robot humanoide. | Caballero mecánico                                                                                            | Leonardo da Vinci                                                       |
| 1738                    | Pato mecánico capaz de comer, agitar sus alas y excretar. | Digesting Duck                                                                                                | Jacques de Vaucanson                                                    |
| años 1800               | Juguetes mecánicos japoneses que sirven té, disparan flechas y pintan. | Juguetes Karakuri                                                                                             | Hisashige Tanaka                                                        |
| 1921                    | Aparece el primer autómata de ficción llamado «robot» en R.U.R. | R.U.R. (Robots Universales Rossum)                                                                            | Karel Čapek                                                             |
| Años 1930               | Se exhibe un robot humanoide en la Exposición Universal entre los años 1939 y 1940. | Elektro | Westinghouse Electric Corporation                                       |
| 1942                    | La revista Astounding Science Fiction publica «Círculo Vicioso» (Runaround en inglés), una historia de ciencia ficción donde se da a conocer las tres leyes de la robótica. | SPD-13 (apodado «Speedy»)                                                                                     | Isaac Asimov                                                            |
| 1948                    | Exhibición de un robot con comportamiento biológico simple. | Elsie y Elmer                                                                                                 | William Grey Walter                                                     |
| 1956                    | Primer robot comercial, de la compañía Unimation fundada por George Devol y Joseph Engelberger, basada en una patente de Devol. | Unimate | George Devol                                                            |
| 1961                    | Se instala el primer robot industrial. | Unimate | George Devol                                                            |
| 1964                    | Primer robot paletizador de la compañía japonesa Okura Yusoki. | Okura Yusoki                                                                                                  |                                                                         |
| 1971                    | El primer robot soviético que aterriza exitosamente en la superficie de Marte pero se perdió el contacto pocos segundos después. | Mars 3, dentro del programa Mars                                                                              | Unión Soviética                                                         |
| 1973                    | Primer robot con seis ejes electromecánicos. | Famulus | KUKA Robot Group                                                        |
| 1975                    | Brazo manipulador programable universal, un producto de Unimation. | PUMA | Victor Scheinman                                                        |
| 1976                    | Primer robot estadounidense en Marte. | Viking I | NASA                                                                    |
| 1982                    | El robot completo (The Complete Robot en inglés). Una colección de cuentos de ciencia ficción de Isaac Asimov, escritos entre 1940 y 1976, previamente publicados en el libro Yo, robot y en otras antologías, volviendo a explicar las tres leyes de la robótica con más ahínco y complejidad moral. Incluso llega a plantear la muerte de un ser humano por la mano de un robot con las tres leyes programadas, por lo que decide incluir una cuarta ley: la ley cero. | Robbie, SPD-13 (Speedy), QT1 (Cutie), DV-5 (Dave), RB-34 (Herbie), NS-2 (Néstor), NDR (Andrew), Daneel Olivaw | Isaac Asimov                                                            |
| 2002                    | Robot humanoide capaz de desplazarse de forma bípeda e interactuar con las personas. | ASIMO | Honda Motor Co. Ltd                                                     |
| 2015                    | Robot humanoide ginoide capaz de reconocer, recordar caras y simular expresiones. | Sophia | Hanson Robotics Co. Ltd                                                 |

## Clasificación de los robots

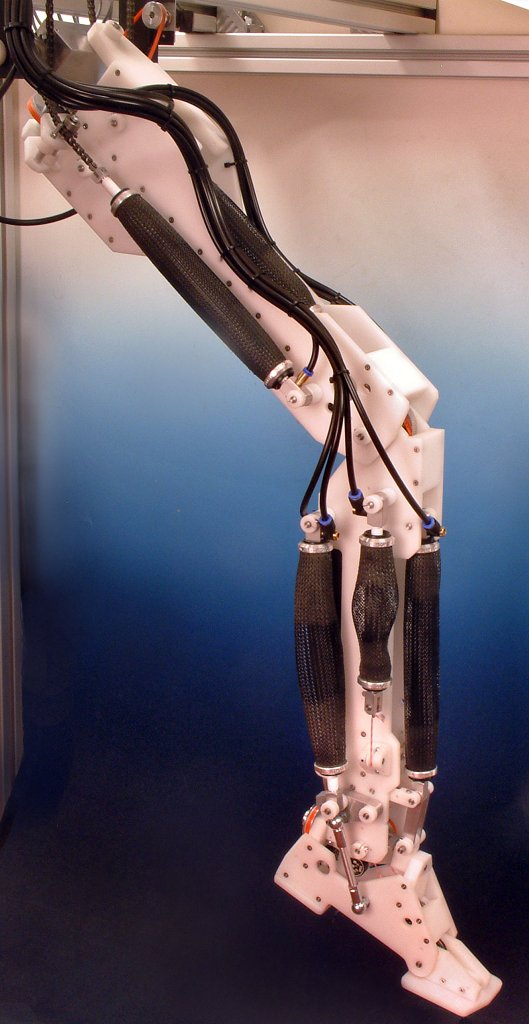
Una pierna robótica potenciada por músculos de aire artificiales.

### Según su cronología
La que a continuación se presenta es la clasificación más común:
- Primera generación: Robots manipuladores y simples. Son sistemas mecánicos multifuncionales con un sencillo sistema de control, bien manual, de secuencia fija o de secuencia variable.
- Segunda generación: Robots de aprendizaje. Repiten una secuencia de movimientos que ha sido ejecutada previamente por un operador humano. El modo de hacerlo es a través de un dispositivo mecánico. El operador realiza los movimientos requeridos mientras el robot le sigue y los memoriza.
- Tercera generación: Robots con control sensorizado. El controlador es un ordenador que ejecuta las órdenes de un programa y las envía al manipulador o robot para que realice los movimientos necesarios.

### Según su estructura

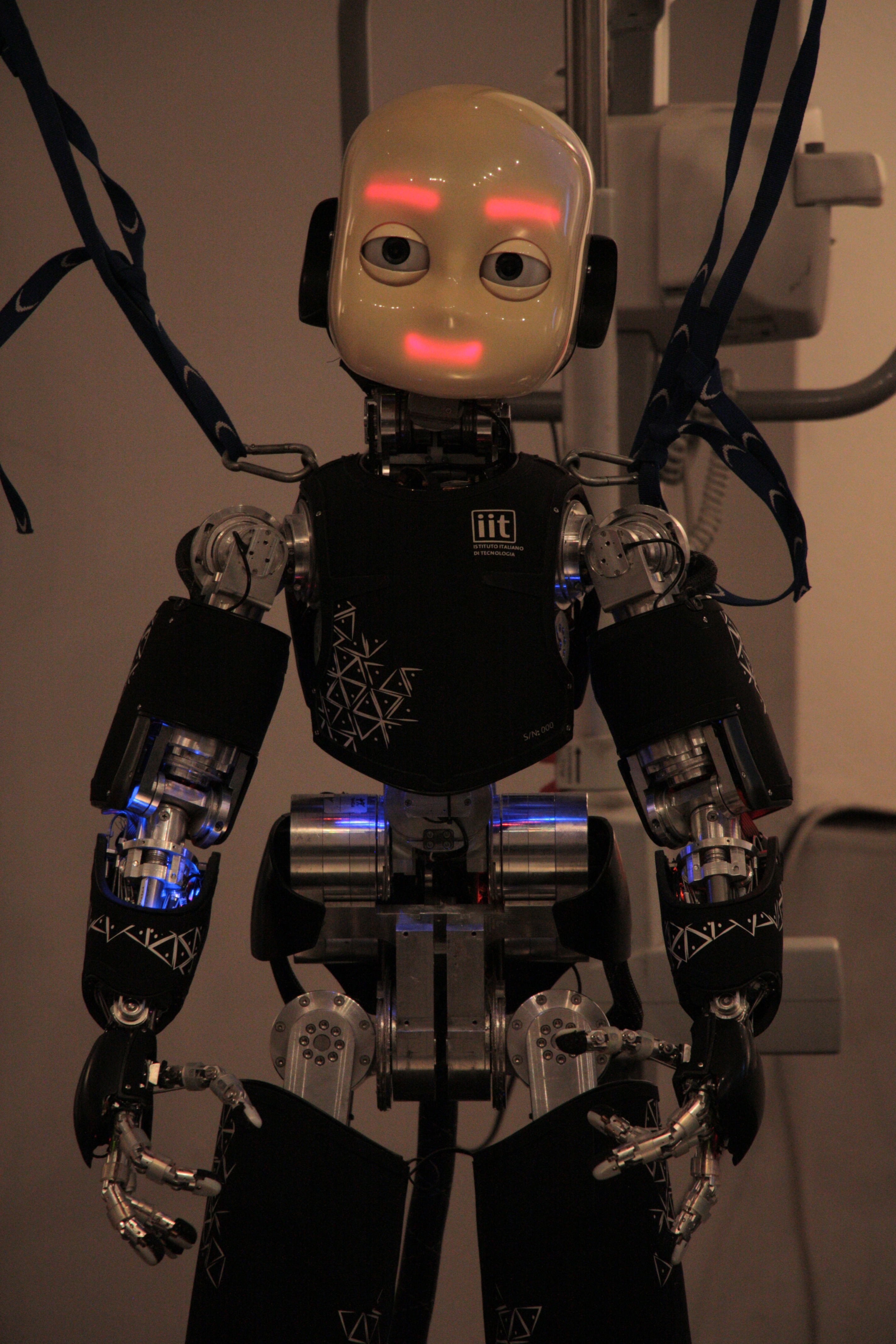
Robot androide

La estructura es definida por el tipo de configuración general del robot, puede ser metamórfica. El concepto de metamorfismo, de reciente aparición, se ha introducido para incrementar la flexibilidad funcional de un robot a través del cambio de su configuración por el propio robot. El metamorfismo admite diversos niveles, desde los más elementales (cambio de herramienta o de efecto terminal), hasta los más complejos como el cambio o alteración de algunos de sus elementos o subsistemas estructurales. Los dispositivos y mecanismos que pueden agruparse bajo la denominación genérica del robot, tal como se ha indicado, son muy diversos y es por tanto difícil establecer una clasificación coherente de los mismos que resista un análisis crítico y riguroso. La subdivisión de los robots, con base en su arquitectura, se hace en los siguientes grupos: poliarticulados, móviles, androides, zoomórficos e híbridos. 
- Poliarticulados:[12] En este grupo se encuentran los robots de muy diversa forma y configuración, cuya característica común es la de ser básicamente sedentarios (aunque excepcionalmente pueden ser guiados para efectuar desplazamientos limitados) y estar estructurados para mover sus elementos terminales en un determinado espacio de trabajo según uno o más sistemas de coordenadas, y con un número limitado de grados de libertad. En este grupo se encuentran los robots manipuladores, los robots industriales y los robots cartesianos, que se emplean cuando es preciso abarcar una zona de trabajo relativamente amplia o alargada, actuar sobre objetos con un plano de simetría vertical o reducir el espacio ocupado en el suelo.
- Móviles: Son robots con gran capacidad de desplazamiento, basados en carros o plataformas y dotados de un sistema locomotor de tipo rodante. Siguen su camino por telemando o guiándose por la información recibida de su entorno a través de sus sensores. Estos robots aseguran el transporte de piezas de un punto a otro de una cadena de fabricación. Guiados mediante pistas materializadas a través de la radiación electromagnética de circuitos empotrados en el suelo, o a través de bandas detectadas fotoeléctricamente, pueden incluso llegar a sortear obstáculos y están dotados de un nivel relativamente elevado de inteligencia.
- Androides: Son los tipos de robots que intentan reproducir total o parcialmente la forma y el comportamiento cinemático del ser humano. Actualmente, los androides son todavía dispositivos muy poco evolucionados y sin utilidad práctica, y destinados, fundamentalmente, al estudio y experimentación. Uno de los aspectos más complejos de estos robots, y sobre el que se centra la mayoría de los trabajos, es el de la locomoción bípeda. En este caso, el principal problema es controlar dinámica y coordinadamente en el tiempo real el proceso y mantener simultáneamente el equilibrio del robot. Vulgarmente se los suele llamar «marionetas» cuando se les ven los cables que permiten ver cómo realiza sus procesos.
- Zoomórficos: Los robots zoomórficos, que considerados en sentido no restrictivo podrían incluir también a los androides, constituyen una clase caracterizada principalmente por sus sistemas de locomoción que imitan a los diversos seres vivos.  A pesar de la disparidad morfológica de sus posibles sistemas de locomoción es conveniente agrupar a los robots zoomórficos en dos categorías principales: caminadores y no caminadores. El grupo de los robots zoomórficos no caminadores está muy poco evolucionado. Los experimentos efectuados en Japón basados en segmentos cilíndricos biselados acoplados axialmente entre sí y dotados de un movimiento relativo de rotación. Los robots zoomórficos caminadores multípedos son muy numerosos y están siendo objeto de experimentos en diversos laboratorios con vistas al desarrollo posterior de verdaderos vehículos terrenos, pilotados o autónomos, capaces de evolucionar en superficies muy accidentadas. Las aplicaciones de estos robots serán interesantes en el campo de la exploración espacial y en el estudio de los volcanes.
- Híbridos: Estos robots corresponden a aquellos de difícil clasificación, cuya estructura se sitúa en combinación con alguna de las anteriores ya expuestas, bien sea por conjunción o por yuxtaposición. Por ejemplo, un dispositivo segmentado articulado y con ruedas es, al mismo tiempo, uno de los atributos de los robots móviles y de los robots zoomórficos.

## Consideraciones legales y éticas
En la sociedad actual, la robótica ha avanzado significativamente, integrándose en diversos aspectos de la sociedad, desde la industria hasta la atención médica pasando por la investigación ciéntifica. Esta integración plantea importantes consideraciones legales y éticas que deben ser abordadas para garantizar un desarrollo y uso responsable y seguro de la robótica.
Atendiendo a esas consideraciones, organismos como la Unión Europea, entre otros, han desarrollado diversos marcos legislativos para regular esta tecnología y garantizar un uso adecuado de la misma en la industria y la sociedad.

### Consideraciones legales
Son necesarias leyes específicas que regulen la fabricación, operación y uso de robots, especialmente en áreas críticas como la cirugía robótica o los vehículos autónomos. Hay diversos intentos de atajar el problema, por ejemplo, en Europa se están estudiando normas de derecho civil en robótica, y en Estados Unidos existen diversas regulaciones hechas por la FAA o la NHTSA, entre otras agencias.

### Consideraciones éticas
Las consideraciones legales y éticas en la robótica son fundamentales para una integración exitosa en la sociedad. Requieren un enfoque multidisciplinar para desarrollar un marco que se enfoque en lograr una innovación responsable y el respeto por los derechos humanos.
- Impacto en el empleo: La automatización y la robótica tienen el potencial de desplazar a los trabajadores humanos en ciertas industrias.[16] Esto plantea cuestiones éticas sobre el impacto en el empleo y la necesidad de estrategias para la reubicación o reorientación profesional de la fuerza laboral.[17][18][19]
- Autonomía y consentimiento: A medida que los robots se vuelven más autónomos, surge la cuestión de hasta qué punto deben tomar decisiones independientes, con especial atención en contextos críticos, como la atención médica, la administración de justicia[20] o el uso de armamento.